# Dendronephthya armifer
Dendronephthya armifer is een zachte koraalsoort uit de familie Nephtheidae. De koraalsoort komt uit het geslacht Dendronephthya. Dendronephthya armifer werd in 1931 voor het eerst wetenschappelijk beschreven door Thomson & Dean. 